# Rambaldo (nome)
Rambaldo  è un nome proprio di persona italiano maschile.

## Varianti
- Ipocoristici: Baldo[3]
- Femminili: Rambalda[1]

### Varianti in altre lingue
- Francese antico: Rainbaud[2], Rambaud[2]
- Germanico: Raganbald[4], Ragimbald[2], Raginbold[4], Ragembald[4], Reginbald[4], Rainbald[4], Raimbald[4], Rambald[4]

## Origine e diffusione
Deriva dall'antico nome germanico Ragimbald, composto da ragan (o ragin, "consiglio [divino]", "senno") e bald ("audace", "coraggioso"); il significato complessivo può essere interpretato come "dall'ardito consiglio", "ardito nel consigliare" o "audace per volontà divina". 
Venne introdotto in Italia nel tardo Medioevo grazie alle antiche forme francesi Rambaud e Rainbaud. Gode di scarsissima diffusione; ed attestati principalmente in Italia centrale e settentrionale, in particolare in Toscana, Veneto e, secondariamente, Lombardia.

## Onomastico
In quanto nome adespota, ossia privo di santo patrono, l'onomastico può essere eventualmente festeggiato il 1º novembre, giorno di Ognissanti.

## Persone
- Rambaldo, vescovo di Firenze

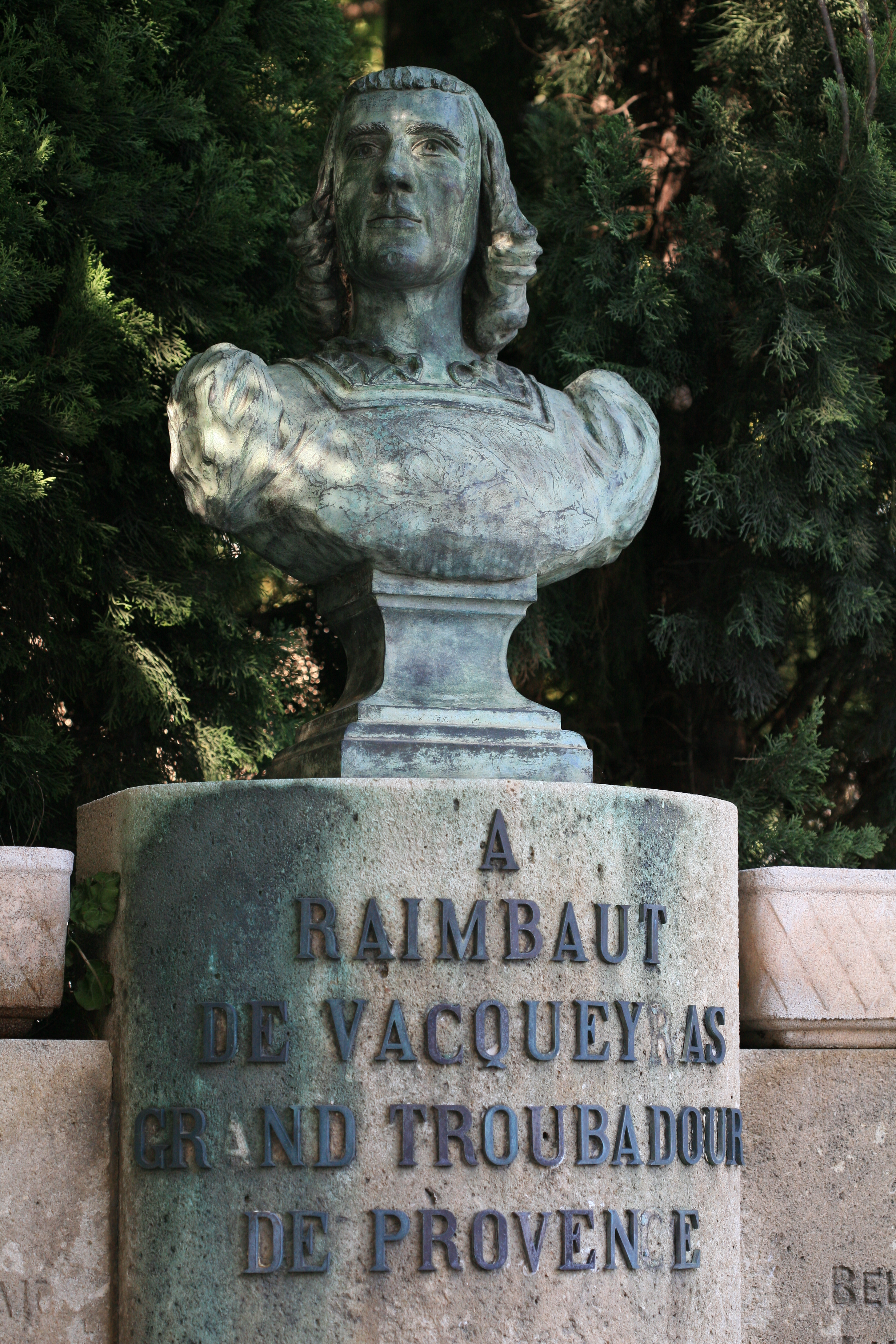
Rambaldo di Vaqueiras

- Rambaldo degli Azzoni Avogaro, storico e numismatico italiano
- Rambaldo XIII di Collalto, condottiero italiano
- Rambaldo di Vaqueiras, trovatore provenzale

### Varianti
- Raimbaut d'Aurenga, trovatore provenzale

## Il nome nelle arti
- Rambaldo è uno dei personaggi del romanzo di Italo Calvino Il cavaliere inesistente.
- Rambaldo Melandri è un personaggio della trilogia cinematografica Amici miei, interpretato da Gastone Moschin.